# Manuel Ojinaga
Manuel Ojinaga Castañeda (8 de abril de 1833 – 2 de septiembre de 1865), fue un militar y político mexicano. Nació en Río Florido, Villa Coronado, distrito de Jiménez, Chihuahua en mayo de 1834. Ingresó al Colegio de Minería de México en donde hizo la carrera de ingeniero de Minas y Ensayador. Al estallar la guerra en contra de la Segunda Intervención Francesa se alistó, fue elegido teniente coronel y se le dio el mando del Batallón "1.º de Chihuahua". Acompañó al general José María Patoni con su cuerpo cuando regresó a Durango y combatió en las batallas de Batalla de Menores y la de Batalla de Majoma. El 4 de agosto de 1865, el presidente Benito Juárez lo nombró Gobernador y Comandante Militar del estado y jefe de todas las tropas que operaban en su jurisdicción al mismo tiempo que le confirió el ascenso a General de Brigada y lo invistió de facultades amplísimas en todos los ramos, acordadas en Junta de Ministros. Al día siguiente expidió un patriótico manifiesto dirigido a los chihuahuenses, el cual cerró con estas palabras: "A las armas hijos de Chihuahua. Que nuestro último aliento sea para exclamar viva la Independencia Nacional". El 7 de agosto expidió un decreto imponiendo penas severas a todos los que se aprovecharen de las circunstancias anormales de la guerra para cometer abusos y atropellos y al aproximarse las fuerzas francesas a la ciudad de Chihuahua la abandonó el día 10, después de haber ordenado que cesaran todas las autoridades constitucionales en el momento de la invasión. Tomó el camino de general Trías, Cusihuiriachi y Cerro Prieto y fue a establecer el gobierno el día 20 en Ciudad Guerrero. Los imperialistas se movilizaron sobre Ciudad Guerrero en persecución del Gobernador, alcanzado en Arisiachi fue herido de muerte, pronunciado las siguientes palabras: "Todo se ha perdido. Con mi muerte la causa nacional va a sufrir bastante".
Su cadáver fue sepultado en la ciudad de Chihuahua el 2 de diciembre de 1874. Tiene tres estatuas: una en la ciudad de Chihuahua en la plazuela Ojinaga, otra en el Paseo de la Reforma de la Ciudad de México y un busto en la plaza de Cd. Ojinaga, Chihuahua frente al templo de Nuestro Padre Jesús.